# Škoda Favorit
Škoda Favorit je osobni automobil niže srednje klase kojeg je proizvodilo čehoslovačko (češko) poduzeće Škoda Auto od 1988. do 1995. Prvi put je predstavljen na auto-sajmu u Brnu 1987. i izašao je u nekoliko verzija. Postojale su i limitirane serije Favorita poput Black Line, Silver Line, Solitaire, Prima i dr.
Smatra se jednim od najuspješnijih proizvoda češke auto-industrije, odnosno jednim od rijetkih automobila nekadašnjeg Istočnog bloka koji se na tržištu mogao ravnopravno nositi sa svojim zapadnim konkurentima.

## Povijest
U srpnju 1987. godine na sajmu u Brnu, prvi put je predstavljena Škoda Favorit. Šest mjeseci kasnije je počela njena masovna proizvodnja. Kod njega je motor smješten naprijed, a bio je i prvi automobil koji koristi pogon na prednjim kotačima. Od 1990. godine proizvodio se u karavan verziji po nazivom "Škoda Forman", a godinu dana kasnije pojavljuje se verzija s dvoje vrata kao pick-up.
Favorit se dokazao kao jedan od najpopularnijih automobila u središnjoj Europi. Izvožen je u velikom broju zemalja, uključujući Argentinu, Čile, Kolumbiju, Izrael, Poljsku, Rusiju, Tursku i druge zemlje. Dizajn eksterijera i interijera je uradio talijanski dizajnerski studio "Bertone".
Nakon Baršunaste revolucije 1989. godine u Čehoslovačkoj, tvornici automobila nije išlo najbolje tih godina. Za rješenje problema vlada je odlučila prodati Škodu stranom investitoru. Nakon što je Volkswagen preuzeo tvrtku, uspješno su popravljene sve mane i nedostatci Favorita. U Favoritu su urađene mnoge promijene u dizajnu i kvalitetu izrade, ali zadržavajući sve glavne karakteristike modela. 1995. godine kada je zamijenjen Felicijom, bilo je proizvedeno 783.167 vozila.

## Vanjske poveznice
- UK Škoda Owners Club  Arhivirana inačica izvorne stranice od 22. travnja 2019. (Wayback Machine) (engl.)